# Erythrophleum fordii
Espèce
Statut de conservation UICN

 EN A1cd : En danger
Erythrophleum fordii est une espèce de plantes à fleurs de la famille des Fabaceae. C'est un arbre.

## Publication originale
- Hooker's Icones Plantarum 15(1): 7–8, pl. 1409. 1883.